# Eucelatoria auriceps
Eucelatoria auriceps là một loài ruồi trong họ Tachinidae.